# Luka Jović
Luka Jović, född 23 december 1997, är en serbisk fotbollsspelare som spelar för AC Milan.

## Klubbkarriär
Den 4 juni 2019 värvades Jović av Real Madrid, där han skrev på ett sexårskontrakt. Den 14 januari 2021 lånades Jović ut tillbaka till Eintracht Frankfurt på ett låneavtal över resten av säsongen 2020/2021. Den 8 juli 2022 skrev Jović på för Fiorentina.
Den 1 september 2023 värvades Jović av AC Milan.

## Landslagskarriär
Jović debuterade för Serbiens landslag den 4 juni 2018 i en 1–0-förlust mot Chile, där han blev inbytt i den 84:e minuten mot Aleksandar Mitrović. Under samma månad blev Jović även uttagen i Serbiens trupp till fotbolls-VM 2018. I november 2022 blev han uttagen i Serbiens trupp till VM 2022.

## Meriter

### Röda Stjärnan
- Serbiska superligan: 2013/2014

### Benfica
- Primeira Liga: 2015/2016, 2016/2017

### Eintracht Frankfurt
- DFB-Pokal: 2017/2018

### Real Madrid
- La Liga: 2019/2020, 2021/2022
- UEFA Champions League: 2021/2022
- Spanska supercupen: 2019/2020, 2021/2022